# Daisy Bell
«Daisy Bell (Bicycle Built for Two)» — популярна пісня, написана в 1892 році британським пісняром Гаррі Дейкром. Вважається, що на створення пісні надихнула Дейзі Гревіль, графиня Ворицька, одна з багатьох коханок короля Едуарда VII . Це найперша пісня, виконана за допомогою комп'ютерного синтезу мовлення IBM 704 у 1961 році, про що згадується у фільмі «2001: Космічна одіссея» (1968).

## Історія
«Daisy Bell» був створений Гаррі Дейкром у 1892 році.
Вперше пісню записав та випустив Ден В. Квінн 1893 року.
Пісня неодноразово використовувалась розробниками комп'ютерів:
- У 1961 році комп'ютер IBM 704 у лабораторії Bell Labs був запрограмований співати «Daisy Bell» під час першої демонстрації комп'ютерного синтезу мови. Цей запис було занесено до Національного реєстру звукозаписів США.[4]
- У 1974 році дослідники слуху використали мелодію «Daisy Bell» для першої демонстрації «чистого дихотичного» (тільки на два вуха) сприйняття: вони закодували мелодію в стереофонічний сигнал таким чином, щоб її можна було почути слухаючи обома вухами, але не одним вухом.[5]
- У 1975 році Стів Домпієр, член комп'ютерного клубу Homebrew, запрограмував комп'ютер Altair 8800 відтворювати Daisy як радіоперешкоду AM.[6]
- У 1985 році Крістофер К. Кепон створив програму Commodore 64 під назвою «Sing Song Serenade», яка змусила дисковод Commodore 1541 грати мелодію «Daisy Bell» безпосередньо зі свого обладнання шляхом швидкого переміщення головки читання/запису.[7]
- У 1999 році комп'ютерна програма під назвою BonziBuddy співала Daisy Bell, якщо користувач просив її заспівати.[8]
- Особистий помічник Microsoft, Cortana, може заспівати перший рядок Daisy, коли його попросять заспівати пісню.[9][10]

### У фільмах
- Письменник-фантаст Артур К. Кларк був свідком демонстрації IBM 704 під час поїздки до Bell Labs у 1962 році та згадав про це в романі та фільмі 1968 року «2001: Космічна одіссея», в якому комп'ютер HAL 9000 співає «Daisy Bell» під час поступової дезактивації.[11]
- Олівер Рід співає пісню «Daisy Bell» у фільмі "Потрійне ехо" 1972 року.
- У фільмі «Дружина мандрівника в часі» (2009) Альба та її батько Генрі співають пісню «Daisy Bell», намагаючись перешкодити йому подорожувати в часі, поки він все ще користується інвалідним візком після недавньої аварії.

### В iграх
• У грі Ghostrunner 2 на рівні «Iгри розуму» один із персонажів співає перший рядок пісні.